# طنب رسلان
طنب رسلان برنامج بث لإول مره في 14 نسيان 2021 في رمضان، يعرض على إحدى القنوات العراقية بالتحديد قناة اسيا الفضائية، فكرته استضافة شخصية مشهورة والاتفاق معه لزيارة عائلة نازحة. في طريقهم لزيارة العائلة يتعرضون للهجوم من قبل مجموعة مسلحة تمثّل تنظيم داعش، يصلون للضيف بأسلحة وألبسة تمثّل التنظيم، يغلقون عينيه بقطعه قماش، ويرهبونه بإطلاق عشرات الرصاصات الصوتية وتفجير عدد من القنابل في مناطق قريبة، مع تعليق حزام ناسف في رقبته وإخباره بأنها ستنفجر بعد دقائق. وفي النهاية تأتي قوة أمنية وتحرر المختطف، بعد كل ما عاشه من خوف وترهيب!.

## فكرة البرنامج
البرنامج يحمل اسماً شعبياً “طنّب رسلان”، وهو يعني (تهديف أو تصويب) باللغة العربية، فيما “رسلان” هو اسم صاحب فكرة البرنامج ومقدمه في الوقت عينه.
تدور الفكرة الأساس للبرنامج حول اختيار ضيف – أحد النجوم العراقيين – ومرافقته إلى عائلة نازحة عادت مؤخراً إلى منطقتها في حزام بغداد، وحثّ بقية الأهالي على العودة بعد أن سيطرت القوات الأمنية على المنطقة، ولم يعد هنالك وجود لأفراد التنظيم.
وترافق الضيف إلى منزل العائلة قوة من “الحشد الشعبي”، بالإضافة إلى قوة أمنية أخرى، يبدو من زيّها أنها تتبع وزارة الداخلية العراقية، لكن سرعان ما تترك سيارة الضيف قبل منزل العائلة ببضعة أمتار، وإيهامه بأنها ذاهبة لصدّ تعرضٍ للتنظيم.
وما أن يدخل الضيف إلى منزل العائلة حتى يبدأ هجوم للتنظيم على المنزل، يقوده مقدّم البرنامج ومجموعة أخرى، ترتدي زي التنظيم، وتبدأ بإطلاق الرصاص (صوتي) واصطناع تفجيرات في محيط المنزل.
وعقب ذلك تبدأ مرحلة جديدة من العرض، حينما يُجبر الضيف – معصوب العينين – على ارتداء سترة متفجرة، واخباره بأنه سيقتل بعد قليل، وسط عمل المقدم وكادر البرنامج بتوثيق لحظات ردات الفعل من الرعب والتشويق، لينتهي المشهد الأخير بتغيير زيّ المقدم إلى زيّ القوات الأمنية و”الحشد الشعبي”، وتوثيق ردود فعل الضيف حين إخباره بأن ما جرى كان مقلباً “للتذكير بمعاناة من كان تحت سطوة التنظيم”، حسب مقدم البرنامج.

## جدل
أثار برنامج “المقالب” الرمضاني موجة من ردود الأفعال السلبية والايجابية، لما يعرضه من محتوىً يُذكّر العراقيين بحقائق وبجرائم بممارسات تنظيم داعش الإرهابي إبان سيطرته على مساحة تُقدّر بثلث مساحة العراق بين الأعوام 2014-2017.
حيث أطلق ناشطون ومدوّنون على مواقع التواصل الاجتماعي “وسم” (#إيقاف_برنامج_طنب_رسلان)، لما تضمنه من انتقادات واسعة، مطالبين بإيقاف البرنامج فوراً.
أحد المدوّنين كتب على صفحته في “تويتر” معلّقاً على البرنامج يقول: “للأسف أصبحت بعض البرامج يكون فيها (الممثل) هو الضحية، وأحد هذه البرامج هو طنب رسلان الذي يتلاعب بأعصاب الممثل ولا يفكرون ما هي عواقبها من أمراض خطيرة بسبب (الهلع)، السكري والضغط، وهدفهم الطشة (الشهرة) وتسليط الأضواء وكسب أكثر عدد من المشاهدات حتى ولو كان هناك من ينتقدهم!”.
في حين كتبت مدوّنة أخرى تقول: “المتاجرة بمشاعِر وعَواطِف النَّاس بأيِّ شكلٍ مِن الأشكال جريمة، حتّى لو لم يُعاقِبك القانون عليها”.
كما كتب آخر يقول: “برنامج يزرع الرعب في قلوب الأحبة المقدرين المعززين من الفنانين واللاعبين والإعلاميين بدون مبرر سوى محاولة لتذكير الشارع بأيام سوداء انتهت وما زال ضحيتها النازحون.
هذا النوع من البرامج يقتل الشاشة والفن العراقي الاصيل المبدع والمنتج والمشاهد العراقي في أن واحد”.
في الطرف المقابل، واصل ناشطون مقرّبون من “الحشد” الدفاع عن البرنامج، معتبرين المطالبة بإيقافه “استهدافا للحشد”.
أحد المدونين كتب باللهجة العامية يقول: “برنامج كلش هادف وعنده رسالة أحلى برنامج وأرقى برنامج وأقوى برنامج هو طنب رسلان وبشهادة الضيوف والممثلين”، مبيناً أن “محاولة تسقيطكم للبرنامج هو محاولة التستر على جرائم داعش الحقيقية والواقعية و..بسبب عدائكم للحشد الشعبي.. بطلوهه متفيد”.
وكتبت أخرى قائلة: “رسالته (البرنامج) هو يذكر الناكرين بتضحيات وبطولات الحشد الشعبي والقوات الامنية بشكل واقعي.. عاشت إيدكم على الفكرة والتنفيذ فرداً فرداً”.
ووفقاً لأحد المدونين فإن البرنامج هو من مساعدة وانتاج “مديرية إعلام الحشد الشعبي”.
وأضاف في تدوينة: “المصيبة برنامج مقلب طنب (رسلان) من إنتاج مديرية الحشد الشعبي”، متسائلاً: “ما هذا الترهيب والترويع والتذكير بجرم داعش والعداوة بين أبناء الغربية والجنوب.. هذا إجرام وليس تسلية وضحكا في شهر رمضان المبارك.. هذا فشل ذريع جدا”.
وعلق في تدوينة: «ان الغضب الشديد والكراهية المتلقاة من برنامجة كهذا لانه يفضح بعض الجهات ويرجع تاريخ بعض الناس الاسود للواقع ليس محل ترحيب...وخاص بمنظمي داعش أو مموليه بأي طريقة كانت حتى لو دفاع خفي أو ترويج من خلف الستار بحجة الممثل والكادر المهمل طوال أيام السنة».
وكتب اخر لو كان برنامج ليس عراقياً كبرنامج رامز جلال لما رأينا العراقيين ينتقدونه بل يصفقون له ويدعمونه ويعيّرون الدرامه العراقية بعدم قدرتها انتاجها هكذا برامج.

## ضيوف البرنامج
| رقم الحلقة | ضيف الحلقة                                              |  | البلد  |  | المهنة                       |
| 1          | محمد هاشم (ممثل)                                        |  | العراق |  | ممثل                         |
| 2          | رحيم مطشر                                               |  | العراق |  | ممثل                         |
| 3          | بيداء رشيد                                              |  | العراق |  | ممثلة                        |
| 4          | باسم البغدادي                                           |  | العراق |  | ممثل                         |
| 5          | علاء مهاوي                                              |  | العراق |  | لاعب كرة قدم                 |
| 2          | نسمة (ممثلة)                                            |  | العراق |  | ممثلة                        |
| 6          | ناهي مهدي                                               |  | العراق |  | ممثل                         |
| 7          | اسماء صفاء                                              |  | العراق |  | ممثلة                        |
| 8          | ماجد ياسين                                              |  | العراق |  | ممثل                         |
| 9          | رضا رشيد                                                |  | العراق |  | ممثل                         |
| 10         | اثير التميمي                                            |  | العراق |  | شاعر                         |
| 11         | إنعام الربيعي                                           |  | العراق |  | ممثلة                        |
| 12         | رضا طارش                                                |  | العراق |  | ممثل                         |
| 13         | سعدون الساعدي                                           |  | العراق |  | مطرب شعبي                    |
| 14         | عباس عبدالحسن                                           |  | العراق |  | شاعر                         |
| 15         | علي المنصوري                                            |  | العراق |  | شاعر                         |
| 16         | ماجد سليم                                               |  | العراق |  | مقدم برامج                   |
| 17         | علي نجم                                                 |  | العراق |  | ممثل                         |
| 18         | قاسم الحجامي، عبدالله حسين، جنيد محمد علي، مسلم الربيعي |  | العراق |  | نشطاءمواقع التواصل الاجتماعي |
| 19         | داليا نعيم                                              |  | العراق |  | اعلامية                      |
| 20         | تمارة جمال                                              |  | العراق |  | ممثلة                        |